# Портердейл (Джорджія)
Портердейл (англ. Porterdale) — місто (англ. city) в США, в окрузі Ньютон штату Джорджія. Населення — 1799 осіб (2020).

## Географія
Портердейл розташований за координатами 33°34′26″ пн. ш. 83°53′41″ зх. д. / 33.57389° пн. ш. 83.89472° зх. д. (33.573771, -83.894780).  За даними Бюро перепису населення США в 2010 році місто мало площу 6,14 км², з яких 6,02 км² — суходіл та 0,13 км² — водойми.

## Демографія
Згідно з переписом 2010 року, у місті мешкало 1429 осіб у 551 домогосподарстві у складі 342 родин. Густота населення становила 233 особи/км².  Було 677 помешкань (110/км²).
Расовий склад населення:
| - 66,5 % — білих - 27,5 % — чорних або афроамериканців - 0,4 % — корінних американців - 0,1 % — азіатів - 2,2 % — осіб інших рас |

До двох чи більше рас належало 3,2 %. Частка іспаномовних становила 4,2 % від усіх жителів.
За віковим діапазоном населення розподілялося таким чином: 23,6 % — особи молодші 18 років, 66,3 % — особи у віці 18—64 років, 10,1 % — особи у віці 65 років та старші. Медіана віку мешканця становила 37,2 року. На 100 осіб жіночої статі у місті припадало 84,6 чоловіків;  на 100 жінок у віці від 18 років та старших — 82,3 чоловіків також старших 18 років.
Середній дохід на одне домашнє господарство  становив 39 453 долари США (медіана — 32 813), а середній дохід на одну сім'ю — 45 061 долар (медіана — 38 125). Медіана доходів становила 30 000 доларів для чоловіків та 30 071 долар для жінок. За межею бідності перебувало 26,7 % осіб, у тому числі 23,9 % дітей у віці до 18 років та 14,0 % осіб у віці 65 років та старших.
Цивільне працевлаштоване населення становило 767 осіб. Основні галузі зайнятості: виробництво — 21,1 %, будівництво — 13,0 %, науковці, спеціалісти, менеджери — 12,9 %.